# Escape the Fate EP
Escape the Fate EP – pierwsza EP-ka zespołu Escape the Fate. Utwory nagrane znalazły się na następnej EP-ce There's No Sympathy for the Dead oraz pierwszej studyjnej płycie Dying Is Your Latest Fashion.

## Lista utworów (nie jest oficjalna)
- Not Good Enough for Truth Or Cliché - 3:41
- Make Up (Look Your Best) - 3:33
- Chariot of Fire - 4:32
- I Can Swing a Mic Like Nobody's Business - 5:04
- As I'm Falling Down - 3:27
- The Structure Falls - 4:38

## Personel
Escape the Fate
- Ronnie Radke – wokal
- Carson Allen – syntezatory, instrumenty klawiszowe, wokal
- Max Green – bass, wokal
- Bryan "Monte" Money – gitara prowadząca, wokal
- Robert Ortiz – perkusja, instrumenty perkusyjne
- Omar Espinosa – gitara rytmiczna, wokal

Produkcja
- Escape the Fate – kompozytorzy, produkcja, miksowanie

## Wersje demo
- "Make Up (Look Your Best)" jest wersją demo utworu "Make Up", japońskiego bonusu na Dying Is Your Latest Fashion.
- "I Can Swing a Mic Like Nobody's Business" jest wersją demo "There's No Sympathy for the Dead".
- "Chariot of Fire" jest wersją demo "When I Go Out, I Want to Go Out on a Chariot of Fire".
- "As I'm Falling Down" jest wersją demo "As You're Falling Down".